# Brandýs nad Orlicí
Brandýs nad Orlicí (niem. Brandeis) − miasto w Czechach, w kraju pardubickim. 
Według danych z 1 stycznia 2024, liczba mieszkańców miasta wynosi 1305 osób (1184. miejsce w kraju wśród miejscowości; 560. miejsce wśród miast).

## Demografia
| Rok             | 1970  | 1980  | 1991  | 2001  | 2003  | 2008  | 2016  | 2024  |
| --------------- | ----- | ----- | ----- | ----- | ----- | ----- | ----- | ----- |
| Liczba ludności | 1 462 | 1 465 | 1 494 | 1 438 | 1 435 | 1 414 | 1 349 | 1 305 |

Źródło: Czeski Urząd Statystyczny